# Cougar Town
Cougar Town är en amerikansk TV-serie skapad av Kevin Biegel och Bill Lawrence. I rollerna ses bland andra Courteney Cox, Christa Miller, Busy Philipps, Brian Van Holt, Dan Byrd, Ian Gomez och Josh Hopkins. Serien hade premiär 2009 och sändes i sex säsonger innan den avslutades 2015.

## Handling
Serien handlar om Jules (Courteney Cox), som är 40 år gammal, vill vara 20 och älskar rödvin. Jules känner sig ensam efter skilsmässan med exmaken Bobby Cobb (Brian Van Holt) (som hon fortfarande umgås med) och vill ut och roa sig innan det är för sent. En dag vaknar Jules och märker att "40 är det nya 20." Hon har två bästa kompisar, Ellie Torres (Christa Miller) en cynisk, egoistisk men rolig kvinna som bor i huset bredvid med hennes man Andy (Ian Gomez), en liten, knubbig, optimistisk och framgångsrik latinamerikan som alltid är glad och fullkomligt avgudar Bobby och deras ettåriga son Stan. Jules andra bästa vän är Laurie Keller (Busy Philipps) en 28-årig korkad, översminkad, häftig brud som försöker få Jules ut på marknaden igen. Laurie och Ellie är jämt oense och umgås bara när Jules är med. Jules har en 18-årig son Travis (Dan Byrd), som precis börjat på college. Sen finns det en till granne Grayson (Josh Hopkins) som nyss skilt sig från sin fru och helst vill bli lämnad ensam men en väldigt snäll man innerst inne. Jules ger sig inte och med sitt ständiga behov av att göra personer lyckliga får hon med sig Grayson in i "gänget". Serien utspelar sig i Florida, men spelas in i soliga Los Angeles. 

## Rollista (i urval)

### Huvudroller
- Courteney Cox – Jules Cobb
- Christa Miller – Ellie Torres
- Busy Philipps – Laurie Keller
- Dan Byrd – Travis Cobb
- Josh Hopkins – Grayson Ellis
- Ian Gomez – Andy Torres
- Brian Van Holt – Bobby Cobb

### Återkommande biroller
- Bob Clendenin – Tom Gazelian
- Carolyn Hennesy – Barb Coman
- Ken Jenkins – Chick
- Nick Zano – Josh
- Spencer Locke – Kylie
- Ryan Devlin – Smith Frank
- Barry Bostwick – Roger Frank
- LaMarcus Tinker – Kevin
- Collette Wolfe – Kirsten
- Sheryl Crow – Sara Kramer
- David Clayton Rogers – Matt
- Gloria Garayua – Rosa
- Sarah Chalke – Angie LeClaire
- Nicole Sullivan – Lynn Mettler
- Edwin Hodge – Wade
- Briga Heelan – Holly
- Shawn Parikh – Sig
- Sawyer Ever (säsong 3-4) och Griffin Kunitz (säsong 4-6) – Stan Torres
- Maria Thayer – Lisa Riggs
- Brad Morris – Jerry
- Emily Wilson – Bonnie